# Первичная чёрная дыра
Первичная чёрная дыра — гипотетический тип чёрной дыры, которая образовывалась не за счёт гравитационного коллапса крупной звезды, а в сверхплотной материи в момент начального расширения Вселенной.
Согласно модели Большого взрыва, после так называемой планковской эпохи давление и температура во Вселенной были сверхвысокими. В этих условиях простые колебания плотности материи были достаточно значительными, чтобы способствовать возникновению чёрных дыр. Хотя большинство областей с высокой плотностью в связи с расширением Вселенной удалились друг от друга, первичные чёрные дыры, будучи стабильными, могли сохраниться до настоящего времени.
Космологами высказано предположение, что первичные чёрные дыры с массами в диапазоне от 1014 кг до 1023 кг могут составлять тёмную материю. Это наиболее тяжёлые кандидаты на роль частиц тёмной материи. Чёрные дыры с такими массами (типичный диапазон масс астероидов) включают объекты как достаточно мелкие, чтобы они могли сохраниться до настоящего времени, и при этом достаточно большие, чтобы объяснить наблюдаемый эффект гравитационных линз.

## Возможность обнаружения
Один из возможных способов обнаружения первичных чёрных дыр — отслеживание их излучения Хокинга. Стивен Хокинг предположил в 1974 году, что большое число небольших первичных чёрных дыр может существовать в области галактического гало нашей Галактики. Согласно гипотезе, все чёрные дыры испускают излучение Хокинга в количестве, обратно пропорциональном их массе. Поскольку это излучение сокращает их массу, чёрные дыры с очень малыми массами будут быстро «испаряться», производя на заключительном этапе взрыв, эквивалентный взрыву водородной бомбы в миллионы мегатонн. С другой стороны, стабильная чёрная дыра с массой около 3-х солнечных масс не может потерять свою массу за время существования Вселенной (ей потребуется на это примерно 1069 лет). Но, поскольку первичные чёрные дыры образуются не путём коллапса звёзд, они могут быть любого размера, и чёрная дыра с массой около 1011 кг будет иметь срок существования, примерно равный возрасту Вселенной (около 13 миллиардов лет). Если такие маломассивные чёрные дыры возникли в достаточном количестве в период Большого взрыва, сегодня мы должны иметь возможность наблюдать некоторые из них. Космический гамма-телескоп Ферми, запущенный на спутнике НАСА в июне 2008 года, в частности, предназначался для поиска «испаряющихся» первичных чёрных дыр. Но если излучение Хокинга на самом деле не существует, обнаружить первичные чёрные дыры будет крайне сложно, если не вообще невозможно, в силу их небольшого размера и силы тяготения.
Было высказано предположение, что микроскопические чёрные дыры с массой порядка нуклона и огромными скоростями могут беспрепятственно проникать сквозь Землю без вредных последствий для неё, производя при этом уловимый акустический сигнал.
Ещё один способ обнаружить первичные чёрные дыры — наблюдение за поверхностью звёзд. Если чёрная дыра проходит через видимую звезду, плотность последней может испытывать наблюдаемые колебания.

## Роль концепции в теоретической физике
Испарение первичных чёрных дыр было предложено в качестве одного из возможных объяснений для гамма-всплесков. Другие космологические проблемы, решение которых может быть связано с первичными чёрными дырами, включают проблему тёмной материи, проблему космологической доменной стенки и проблему космологического монополя. Поскольку первичные чёрные дыры могут быть любого размера, вопрос о них также актуален при рассмотрении возникновения галактик.
Даже если изучение первичных чёрных дыр не разрешит вышеперечисленные проблемы, выявленные чёрные дыры (по состоянию на 2010 год, подтверждено существование только двух чёрных дыр средней массы) позволяют установить ограничения на спектр флуктуаций плотности на раннем этапе существования Вселенной.

### Теория струн
Согласно представлениям общей теории относительности, самые маленькие первичные чёрные дыры должны были «испариться» к настоящему времени, но если они расположены в четырёхмерном пространстве, где, как было предсказано теорией струн, сила гравитации не действует в малых масштабах, это «весьма существенно замедлит испарение». Это может означать, что в настоящее время в нашей Галактике имеется несколько тысяч первичных чёрных дыр. Для проверки этой теории используется космический гамма-телескоп Ферми, запущенный на спутнике НАСА в июне 2008 года. В случае появления определённой интерференционной картины гамма-всплесков, это может быть первым косвенным подтверждением существования первичных чёрных дыр и теории струн.